# Massilia violacea
Massilia violacea es una especie de bacteria gramnegativa del género Massilia. Fue descrita en el año 2016. Su etimología hace referencia a violeta. Es aerobia y móvil por flagelos polares y laterales. Tiene un tamaño de 0,5-0,7 μm de ancho por 2-2,6 μm de largo. Forma colonias violetas, circulares, convexas y mucosas en agar R2A tras 48 horas de incubación. Temperatura de crecimiento entre 10-35 °C, óptima de 28 °C. Catalasa y oxidasa positivas. Es sensible a lincomicina y vancomicina. Resistente a los antibióticos: ácido nalidíxico, rifamicina y aztreonam. Tiene un contenido de G+C de 65%. Se ha aislado del fondo de un río en Tlaxcala, México. 